# セバスティアン・ジョヴィンコ
セバスティアン・ジョヴィンコ（Sebastian Giovinco、1987年1月26日 - ）は、イタリア・トリノ出身の元サッカー選手。 現サッカー指導者。現役時代のポジションはフォワード（セカンドトップ、ウイング）。元イタリア代表。現在はユベントス・アカデミー・トロントの指導者を務めている。

## クラブ経歴

### イタリア時代
ユヴェントスの下部組織出身。2006-07シーズン、ボローニャ戦にて公式戦デビュー。途中出場ながらダヴィド・トレゼゲのゴールをアシストする。ユベントスは経験を積ませるため、2007-08シーズンはクラウディオ・マルキジオと共にエンポリにレンタル移籍させた。エンポリはセリエBへの降格が決まるが、ジョビンコは攻撃の核として活躍。6ゴールを記録し、高い評価を受けた。
2008-09シーズン、ユヴェントスへ復帰。自身が決勝ゴールを決めたボローニャ戦やチャンピオンズリーグのチェルシー戦など、好パフォーマンスを見せた試合も少なくは無かったが、レギュラーポジションの座を得るには至らなかった。
2009-10シーズン、ユヴェントスが新司令塔としてジエゴを獲得したことや、ジョビンコ自身も怪我に悩まされ、出場機会はさらに減少した。
2010-11シーズンに就任したルイジ・デルネーリ監督の元では構想から外れ、パルマへレンタル移籍した。パルマではチームの中心選手として活躍。シーズン終了後にはパルマがジョビンコの保有権の半分を300万ユーロで買い取った。
2011-12シーズンはリーグ戦で15ゴールとパルマの残留に貢献した。この活躍が認められて、ユヴェントスが保有権の半分を1100万ユーロでパルマから買い戻し、復帰が決定した。

### トロントFC

#### 2015シーズン

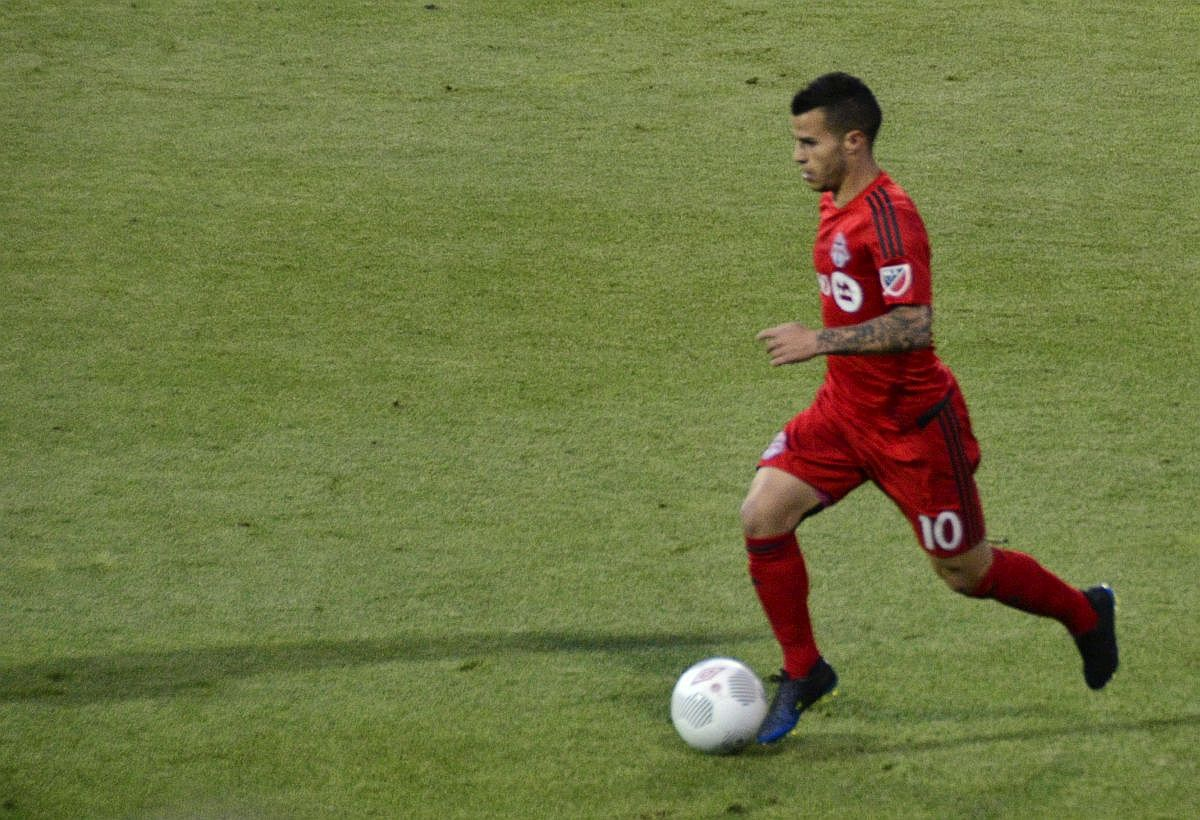
2015年、トロントFCでプレーするジョヴィンコ。

2015年1月19日、シーズン終了後にメジャーリーグサッカーのトロントFCにフリーで加入することが決定した。年俸700万ドルで5年契約を結んだが、この年俸はオーランド・シティSCのカカを上回りMLS最高額となり、7月にニューヨーク・シティFCとアンドレア・ピルロが契約を結ぶまで、全世界のイタリア人選手として最高額の年俸であった。2月2日、トロントFCに加入するために、当初の予定より5ヶ月ほど早くユヴェントスを退団したことが発表された 。3月7日、バンクーバー・ホワイトキャップス戦でMLSデビューし、ジョジー・アルティドールのゴールをアシストした。4月4日、シカゴ・ファイアー戦でMLS初ゴールを挙げ、ベノワ・シェイルのゴールもアシストしたものの、チームは2-3で敗れた。5月13日、カナディアン・チャンピオンシップ2015準決勝のモントリオール・インパクト戦の2ndレグで1ゴール1アシストを記録し、チームは3-2で勝利したが、アウェーゴール差で敗退した。5月30日、サンノゼ・アースクエイクス戦で2アシストを記録し、MLS13節の週間MVPに選出された。次節のD.C. ユナイテッド戦で2ゴールを挙げて2週連続で週間MVPに選ばれた。
7月12日、ヤンキー・スタジアムで開催されたニューヨーク・シティFC戦でMLS移籍後初のハットトリックを達成した。9分間で3得点を記録したが、これはリーグ史上3番目に早いハットトリックとなった。この試合の活躍で、シーズン3度目の週間MVPに選ばれた。7月18日、フィラデルフィア・ユニオン戦で1ゴール1アシストを記録し、MLSオールスターズに選出されたが、負傷によってチームメイトのアルティドールが代わって選出された。8月5日、オーランド・シティSC戦でハットトリックを記録し、シーズン得点を16得点とし、2010年にドウェイン・デ・ロサリオが記録したクラブのシーズン得点記録15得点を更新した。8月6日、7月の月間MVPに選ばれた。8月14日、オーランド・シティ戦でのフリーキックからのゴールが週間ベスト・ゴールに選ばれた。8月29日、モントリオール・インパクト戦で51分に負傷交代し、重大な負傷では無いと報告されたが、次節を欠場した。9月3日、8月の月間MVPに選ばれ、2ヶ月連続で月間MVPに選出された。9月13日、ニューイングランド・レボリューション戦で復帰した。
9月26日、シカゴ・ファイアー戦で2アシストを記録し、シーズンのゴールとアシストを合計した数を「35」とし、クリス・ウォンドロウスキの記録を更新した。翌日、前日の試合でのジョヴィンコのセンタリングからのジョナサン・オソリオのゴールが見直され、ジョヴィンコのゴールに変更されたため、その試合2つ目アシストがシーズン20点目の得点となった。
10月14日、ニューヨーク・レッドブルズ戦に途中出場し、ドリブルで複数の選手をかわし、左足のシュートでゴールを挙げた。この試合に勝利したことで、クラブ史上初のMLSプレーオフ出場が決定した。このゴールは、後にMLSのシーズン最優秀ゴール賞にノミネートされたが、この賞はネーメト・クリスティアーンが受賞した。何人かの評論家は、ジョヴィンコのこのゴールが、シーズンのベストゴールがであり、トロントFC史上最も素晴らしいゴールであるとし、このゴールを称賛した。評論家はまた、ジョヴィンコが現在のMLSで最も素晴らしい選手の1人であるだけでなく、すでにMLS史上最も素晴らしい選手の1人であると賛辞を送った。10月25日、シーズン最終節のモントリオール・インパクト戦で1アシストを記録し、シーズン22得点16アシストの記録を残した。22得点でケイ・カマラと共に得点王となり、16アシストはリーグ最多アシストとなった。これにより、MLSで得点王と最多アシストを同一シーズンに同時受賞する初めての選手となった他、トロントFCの選手で、またイタリア人選手として初めてこれらのタイトルを獲得した選手となった。プレーオフでは、モントリオール・インパクトに敗れた。11月に、MLS最優秀新人賞とMVPの両方の最終候補3名に残り、11月23日と12月2日に両方の賞を受賞した。11月29日には、MLSベストイレブンに選ばれ、12月30日に、2015年の最高の契約に選ばれた。

#### 2016シーズン
2016年3月6日、ニューヨーク・レッドブルズ戦で82分のペナルティキックからゴールを挙げ、さらにマルコ・デルガードのゴールをアシストし、開幕戦に2-0で勝利した。4月16日、D.C.ユナイテッド戦で試合開始から57秒でゴールを挙げ、2012年にレジー・ラムが記録した1分50秒を上回り、クラブ記録を更新した。4月23日、モントリオール・インパクトとの401ダービー（英語版）で2得点を記録した。このゴールにより、MLS40試合で28得点を記録し、クラブのMLS最多得点に並んだ。この週の週間ベストイレブンに選出された。5月7日、新たに改装されたBMOフィールドでのFCダラス戦で、遠藤翼のゴールをアシストした。5月14日、バンクーバー・ホワイトキャップス戦で2ゴールを挙げ、クラブのMLS最多得点記録を更新した。6月29日、カナディアン・チャンピオンシップ2016決勝のバンクーバー・ホワイトキャップス戦・1stレグでゴールを挙げ、2ndレグは敗れたがアウェーゴール差で勝利した。7月14日、2016年のベストMLSプレイヤーESPY賞を受賞した。2016年のMLSオールスターズに選出された。
7月23日、D.C.ユナイテッド戦でハットトリックを達成し、トロントFCの歴代最高得点記録の33得点を上回った。この試合で、フリーキックから2ゴールを挙げ、MLSでのフリーキックからの得点を通算7得点とし、2010年以降のフリーキックからの得点でデビッド・ベッカムの6得点を上回り最多となった。その週の週間ベストイレブンと週間MVPに選出された。8月27日、モントリオール・インパクト戦で四頭筋と内転筋を負傷した。当初、1ヶ月間欠場するとみられていたが、予想以上に深刻だったために7週間欠場した。10月16日、モントリオール・インパクト戦で復帰した。10月26日、フィラデルフィア・ユニオン戦で先制ゴールを挙げ、このゴールはトロントFCにとってMLSカップ・プレーオフでの初ゴールとなった。この試合に3-1で勝利し、初めて東カンファレンスの準決勝に進出した。11月6日、東カンファレンス準決勝の2ndレグでハットトリックを達成し、2戦合計7-0で勝利し、東カンファレンス決勝に進出した。11月22日、モントリオール・インパクトとの東カンファレンス決勝・1stレグでアルティドールのゴールをアシストしたが、チームは2-3で敗れた。11月30日、2ndレグでは再びアルティドールのゴールをアシストし、5-2で勝利し、2戦合計7-5でMLSカップ決勝に進出した。この試合で、ふくらはぎの痙攣のため97分に途中交代したが、MLSカップ決勝の出場には問題なかった。12月5日、2年連続でMLSベストイレブンに選ばれた。
12月10日、シアトル・サウンダーズFCとのMLSカップ決勝では、ジョヴィンコはシアトルのアグレッシブなディフェンスに苦戦した。試合中、6回のファールを受け、いくつかシュート放ったがブロックされた。103分にトゥセイント・リケッツと交代した。チームはPK戦で敗れ、優勝を逃した。

#### 2017シーズン
2017シーズンからプレイメーカーであるビクトル・バスケスが加入したことで、ジョヴィンコとマイケル・ブラッドリーがゴールのチャンスを作ることの負担が軽減され、ジョヴィンコが攻撃に集中できるようになった。また、フォーメーションが中盤がダイヤモンド型の4-4-2から3-5-2に変更され、ジョヴィンコとアルティドールの連携が深まり、バスケスが司令塔としてツートップをサポートすることで、アルティドールの得点数が増加した。2017年4月8日、このシーズンから新規参入したアトランタ・ユナイテッドFC戦で、シーズン初ゴールを挙げた。6月27日、カナディアン・チャンピオンシップ2017決勝のモントリオール・インパクト戦2ndレグで2得点を記録し、優勝した。カナディアン・チャンピオンシップのMVPにあたるジョージ・グロス記念トロフィー賞を獲得した。7月30日、ニューヨーク・シティFC戦で2ゴールを挙げ、4-0で勝利した。フリーキックで挙げた2点目のゴールは、MLS50点目であり、フリーキックからの10点目のゴールであった。9月30日のニューヨーク・レッドブルズ戦は負傷のため欠場したが、チームは4-2で勝利し、2017シーズンのサポーターズ・シールドを勝ち取った。10月22日、シーズン最終戦のアトランタ・ユナイテッド戦で、ジョヴィンコはトロントFCで100試合目の出場となり、フリーキックからゴールを挙げた。トロントFCは、勝ち点を「69」とし、1998年にロサンゼルス・ギャラクシーが記録した勝ち点「68」を上回った。また、ジョヴィンコはフリーキックから6得点を記録したが、これはMLSでのシーズン最多記録となった。。2017シーズンのMLS MVP最終候補に選出された。2ndレグでは、80分にイエローカードを受け、1stレグでのイエローカードと合わせて、次節出場停止となった。チームは2ndレグに敗れたものの、アウェーゴール差で勝利した。11月29日、コロンバス・クルーとの東カンファレンス決勝2ndレグで復帰し、この試合唯一の得点に関与した。この試合に勝利し、MLSカップ決勝に進出した。11月30日、3年連続でMLSベストイレブンに選出された。12月9日、シアトル・サウンダーズ戦に2-0で勝利し、チームは国内3冠を達成した。また、カナダに本拠地を置くクラブとして初めてMLSカップを制した。この試合では先制点となるアルティドールのゴールをアシストした。10月30日、MLSカップ・プレーオフの東カンファレンス準決勝のニューヨーク・レッドブルズ戦1stレグでは、フリーキックからゴールを挙げ、2-1で勝利した

### アル・ヒラルSFC
2019年1月30日、推定200万〜300万ドルの移籍金でサウジアラビアのアル・ヒラルSFCに移籍。
加入当初こそはレギュラーとして出場していたが、ルシアーノ・ビエットやマテウス・ペレイラが加入すると、出場機会が減少した。
2021年8月20日、アル・ヒラルはジョヴィンコの退団を発表した。

### UCサンプドリア
2022年2月9日、UCサンプドリアと2021-22シーズン終了までの契約を締結した。
2022年9月22日、現役引退を発表した。

## 代表経歴
2008年夏にはU-23代表として北京オリンピックに出場。4試合すべてに先発出場し、グループリーグ初戦のホンジュラス戦では利き足と逆の左足で、ゴール隅に突き刺すミドルシュートを決め話題を呼んだ。しかしチームは準々決勝でベルギーに敗れ、ベスト8で敗退。メダル獲得はならなかった。
2009年6月に出場したUEFA U-21欧州選手権では、チームの4得点のうち3得点に絡み、準決勝進出に貢献した。
2011年2月10日国際親善試合のドイツ戦でA代表デビュー。UEFA EURO 2012の代表メンバーにも招集された。2013年6月19日のコンフェデレーションズカップ、日本戦で代表初得点となる決勝ゴールを挙げた。

## 評価
「イタリアの至宝」と呼ばれ、マルチェロ・リッピも賞賛する高い戦術理解度とアンドレア・ピルロにも匹敵するフリーキックを持つと言われ、ディノ・ゾフはファンタジーの面ではデル・ピエロを超えると評価している。

## 指導者歴
2022年9月22日、ユベントス・アカデミー・トロントに指導者として就任することが決まった。

## 個人成績
| シーズン     | クラブ       | リーグ戦     | リーグ戦 | リーグ戦 | カップ戦         | カップ戦 | カップ戦 | 欧州カップ戦 | 欧州カップ戦 | 欧州カップ戦 | スーパーカップ | スーパーカップ | スーパーカップ | 合計 | 合計   |
| シーズン     | クラブ       | div.         | 試合     | ゴール   | 大会             | 試合     | ゴール   | 大会         | 試合         | ゴール       | 大会           | 試合           | ゴール         | 試合 | ゴール |
| ------------ | ------------ | ------------ | -------- | -------- | ---------------- | -------- | -------- | ------------ | ------------ | ------------ | -------------- | -------------- | -------------- | ---- | ------ |
| 2006-07      | ユヴェントス | B            | 3        | 0        | コッパ・イタリア | 0        | 0        | -            | -            | -            | -              | -              | -              | 3    | 0      |
| 2007-08      | エンポリ     | A            | 35       | 6        | コッパ・イタリア | 1        | 0        | UC           | 1            | 0            | -              | -              | -              | 37   | 6      |
| 2008-09      | ユヴェントス | A            | 19       | 2        | コッパ・イタリア | 3        | 1        | CL           | 5            | 0            | -              | -              | -              | 27   | 3      |
| 2009-10      | ユヴェントス | A            | 15       | 1        | コッパ・イタリア | 0        | 0        | CL           | 4            | 0            | -              | -              | -              | 19   | 1      |
| 2010-11      | パルマ       | A            | 30       | 7        | コッパ・イタリア | 2        | 0        |              | -            | -            | -              | -              | -              | 32   | 7      |
| 2011-12      | パルマ       | A            | 36       | 15       | コッパ・イタリア | 2        | 1        |              | -            | -            | -              | -              | -              | 38   | 16     |
| 2012-13      | ユヴェントス | A            | 31       | 7        | コッパ・イタリア | 3        | 2        | CL           | 7            | 2            | SI             | 1              | 0              | 42   | 11     |
| 2013-14      | ユヴェントス | A            | 17       | 2        | コッパ・イタリア | 2        | 1        | CL           | 11           | 0            | SI             | 0              | 0              | 30   | 3      |
| 2014-15      | ユヴェントス | A            | 7        | 0        | コッパ・イタリア | 1        | 2        | CL           | 3            | 0            | SI             | 0              | 0              | 11   | 2      |
| 2015         | トロント     |              | 33       | 22       |                  | 1        | 1        |              | -            | -            |                | 1              | 0              | 35   | 23     |
| 2016         | トロント     |              | 28       | 17       |                  | 3        | 1        |              | -            | -            |                | 6              | 4              | 37   | 22     |
| ユヴェントス | ユヴェントス | ユヴェントス | 93       | 14       |                  | 9        | 6        |              | 30           | 2            |                | 1              | 0              | 132  | 20     |
| エンポリ     | エンポリ     | エンポリ     | 35       | 6        |                  | 1        | 0        |              | 1            | 0            |                | 0              | 0              | 37   | 6      |
| パルマ       | パルマ       | パルマ       | 66       | 22       |                  | 4        | 1        |              | 0            | 0            |                | -              | -              | 70   | 23     |
| トロント     | トロント     | トロント     | 61       | 39       |                  | 4        | 2        |              | 0            | 0            |                | 7              | 4              | 72   | 45     |
| 合計         | 合計         | 合計         | 255      | 81       |                  | 18       | 9        |              | 31           | 2            |                | 8              | 4              | 312  | 94     |

## タイトル

### クラブ
ユヴェントスFCユース
- カンピオナート・プリマヴェーラ 2005-06
- スーペルコッパ・プリマヴェーラ 2006

ユヴェントスFC
- セリエA 2012-13, 2013-14
- セリエB 2006-07
- スーペルコッパ・イタリアーナ 2012,

2013
トロントFC
- MLSカップ 2017
- サポーターズ・シールド　2017
- カナディアン・チャンピオンシップ 2016, 2017, 2018

アル・ヒラル
- サウジ・プロフェッショナルリーグ 2019-20, 2020-21
- サウジ・キングスカップ 2019-20
- AFCチャンピオンズリーグ 2019

### 代表
- トゥーロン国際大会 2008

### 個人
- カンピオナート・プリマヴェーラ最優秀選手賞 2005-06
- トゥーロン国際大会最優秀選手賞　2008
- UEFA U-21欧州選手権最優秀チーム賞 2009
- MLSオールスターズ 2015, 2016, 2017, 2018
- MLSベストイレブン 2015, 2016, 2017
- MLS・MVP 2015
- MLS得点王 2015
- MLSアシスト王 2015
- MLS年間最優秀新人賞 2015
- MLS月間アワード　7月2015, 8月2015
- ベストMLSプレーヤーESPYアワード 2016
- カナディアン・チャンピオンシップ得点王 2017
- レッドパッチボーイズ最優秀選手賞 2015, 2016
- CONCACAFチャンピオンズリーグ得点王 2018
- CONCACAFチャンピオンズリーグベストイレブン 2018
- CONCACAFベストイレブン 2018